# Sovetskaja (metrostation)
Sovetskaja (Russisch: Советская) is een station van de metro van Samara. Het station werd geopend op 31 december 1992 en was tot de opening van Sportivnaja, drie maanden later, het westelijke eindpunt van de enige metrolijn in de stad. Het metrostation bevindt zich ten oosten van het stadscentrum, onder de kruising van de Gagarinskaja Oelitsa (Gagarinstraat) en de Oelitsa Sovetskoj Armii (Sovjetlegerstraat), waaraan het station zijn naam ("Sovjet") dankt.
Het station is ondiep gelegen en beschikt over een perronhal met zuilengalerijen. De inrichting van station Sovetskaja is vanwege de slechte financiële situatie ten tijde van de bouw relatief eenvoudig uitgevoerd. De wanden en zuilen in de perronhal zijn bekleed met wit en grijs marmer. Het eilandperron is aan de oostzijde door middel van een brede trap verbonden met de ondergrondse stationshal. De uitgangen leiden naar de Gagarinskaja Oelitsa. Een geplande westelijke uitgang werd nooit afgebouwd.